# Schwedische Meisterschaften im Biathlon 2009
Die Schwedischen Meisterschaften im Biathlon 2009 fanden vom 3. bis 5. April des Jahres in Östersund statt. Sowohl für Männer als auch für Frauen wurden Wettbewerbe im Einzel, der Staffel und dem Massenstart veranstaltet.

## Männer

### Einzel – 20 km
| Platz | Starter            | Verein | Zeit | Schießfehler |
| ----- | ------------------ | ------ | ---- | ------------ |
| 1     | Carl Johan Bergman |        |      |              |
| 2     | Mattias Nilsson    |        |      |              |
| 3     | Björn Ferry        |        |      |              |
| 4     | David Ekholm       |        |      |              |
| 5     | Magnus Jonsson     |        |      |              |
| 6     | Jörgen Brink       |        |      |              |

Datum: 3. April 2009

### Staffel 4 × 7,5 km
| Platz | Starter                                                | Verein | Zeit |
| ----- | ------------------------------------------------------ | ------ | ---- |
| 1     | Mattias Nilsson Jörgen Brink Magnus Jonsson            |        |      |
| 2     | David Ekholm Sebastian Wredenberg Carl Johan Bergman   |        |      |
| 3     | Fredrik Lindström Jonas Häggström Roger Kristoffersson |        |      |

Datum: 4. April 2009

### Massenstart – 15 km
| Platz | Starter            | Verein | Zeit | Schießfehler |
| ----- | ------------------ | ------ | ---- | ------------ |
| 1     | Björn Ferry        |        |      |              |
| 2     | Carl Johan Bergman |        |      |              |
| 3     | David Ekholm       |        |      |              |
| 4     | Magnus Jonsson     |        |      |              |
| 5     | Mattias Nilsson    |        |      |              |
| 6     | Jakob Börjesson    |        |      |              |

Datum: 5. April 2009

## Frauen

### Einzel – 15 km
| Platz | Starter                   | Verein | Zeit | Schießfehler |
| ----- | ------------------------- | ------ | ---- | ------------ |
| 1     | Anna-Carin Olofsson-Zidek |        |      |              |
| 2     | Sofia Domeij              |        |      |              |
| 3     | Helena Jonsson            |        |      |              |
| 4     | Anna Maria Nilsson        |        |      |              |
| 5     | Elisabeth Högberg         |        |      |              |
| 6     | Lena Jansson              |        |      |              |

Datum: 3. April 2009

### Staffel 4 × 6 km
| Platz | Starter                                               | Verein                   | Zeit |
| ----- | ----------------------------------------------------- | ------------------------ | ---- |
| 1     | Elisabeth Högberg Jenny Jonsson Helena Jonsson        | IF lag 1                 |      |
| 2     | Emelie Larsson Chardine Sloof Elin Mattsson           | Bore Biathlon lag 1      |      |
| 3     | Lena Jansson Anna Maria Nilsson Ann-Kristin Westlundh | Biathlon Östersund lag 1 |      |

Datum: 4. April 2009

### Massenstart – 12,5 km
| Platz | Starter                   | Verein | Zeit | Schießfehler |
| ----- | ------------------------- | ------ | ---- | ------------ |
| 1     | Anna-Carin Olofsson-Zidek |        |      |              |
| 2     | Sofia Domeij              |        |      |              |
| 3     | Emelie Larsson            |        |      |              |
| 4     | Anna Maria Nilsson        |        |      |              |
| 5     | Lena Jansson              |        |      |              |
| 6     | Elisabeth Högberg         |        |      |              |

Datum: 5. April 2009